# Po śmierci
Po śmierci (tyt. oryg. Pas vdekjes) – albański film fabularny z roku 1980 w reżyserii Kujtima Çashku, na podstawie powieści "Klubi i Selanikut" Andona Zako Cajupiego.

## Opis fabuły
Akcja filmu rozgrywa się w roku 1908. Kilku Albańczyków powołuje do życia klub patriotyczny w Salonikach. Sytuacja ta staje się pretekstem do ukazania zróżnicowania postaw działaczy narodowych żyjących na emigracji. Pragnienie, by zostać sławnym i nieśmiertelnym przeważa nad jakimkolwiek planem celowych działań.

## Obsada
- Kadri Roshi jako Adhamudhi
- Pavlina Mani jako Lulushja
- Robert Ndrenika jako Zenel
- Prokop Mima jako muzyk
- Shpëtim Shmili jako Vurko
- Piro Xexi jako Demi